# Exodeoxiribonucleasa V
La exodeoxiribonucleasa V (EC 3.11.1.5) es una enzima nucleasa que cataliza la reacción de rotura exonucleolítica de deoxinucleótidos en la presencia de ATP en las direcciones 5' → 3' y 3' → 5' para formar 5'-oligonucleótidos. Los nombres alternativos de esta enzima son E. coli exonucleasa V y exonucleasa V.
Tiene preferencias por las cadenas dobles de ADN. Tiene actividad ATPasa dependiente del ADN. Actúa de forma endonucleolítica en ADN circulares de cadena simple. Una enzima similar es la ADNasa dependiente del ATP de la Haemophilus influenzae.
Algunos organismos que tienen esta enzima son: Buchnera aphidicola, Escherichia coli, Mycobacterium tuberculosis, Borrelia burgdorferi, Chlamydia muridarum, Chlamydia pneumoniae y Chlamydia trachomatis.